# 天主教里奧布朗庫教區
天主教里奧布朗庫教區（拉丁語：Dioecesis Fluminis Albi Superioris）是巴西一個羅馬天主教教區，屬波多韋柳總教區。
1919年10月4日設阿克雷暨普魯斯自治監督區，1986年2月15日升為教區並易名至今。教區位於阿克雷州東部、亞馬遜州西南部，2011年有教友378,000人（佔轄區總人口75.3%）、廿七個堂區、三十名司鐸。現任教區主教為若阿金·佩爾蒂內斯·費爾南德斯。